# Helmut Wandmaker
Helmut Wandmaker (Schalkholz, Njemačka, 9. studenoga 1916. − Kiel, Njemačka, 19. srpnja 2007.) bio je njemački časnik tijekom Drugog svjetskog rata, poduzetnik, autor istraživač ljudske prirodne odnosno sirove veganske hrane.

## Život
Helmut Wandmaker je u mladosti bio višestruko odlikovan časnik u nacističkoj vojsci.Nakon sloma njemačkih snaga vratio se kući iz ruskog zarobljeništva i oporavljao se od posljedica teškog ranjavanja. Počeo je istraživati što je zdravo za čovjeka i došao do spoznaje da svaka životinja na ovom planetu ima svoju hranu koja je programirana samo za nju i prepoznaje je po izgledu, mirisu i okusu.Počeo je čitati stare spise i knjige Arnolda Ehreta i uslijedila su desetljeća rada. Etablirao se kao pionir higijenizma – prehrane ljudskom prirodnom hranom. Posljednjih dvadesetak godina života proveo je na Floridi i unatoč poodmakloj dobi stalno je putovao svijetom, predavao i sudjelovao u istraživanjima.

## Učenje o prehrani
Helmut Wandmaker propagirao je način prehrane koji je on zvao “Sunčeva hrana”. Za razliku od onoga što nudi njegov lanac supermarketa, ova je dijeta uglavnom bazirana na voću i potpuno odbacuje kuhana jela. “Naše podrijetlo označava nas kao voćojede”, bio je jedan od kredoa Wandmakera i: “Za život su vam potrebne samo tri stvari: čist zrak, čista voda i svježa hrana, na to su naša tijela prilagođena milijunima godina. “Prehrana se po njemu prvenstveno sastoji od voća i zelenog lisnatog povrća.” Wandmaker je objavio tri knjige na ovu temu. Odlikuju se jezikom i argumentacijskim stilom koji podsjeća na književnost vjerskih zajednica. Autor je naglašavao razliku između “iskupljenih” – to su sirovojedi koji striktno slijede upute njegove naputke – i “prokletih” – onih koji se drže drugog smjera ili uopće ne jedu sirovu hranu.

## Djela
- Willst Du gesund sein? Vergiß den Kochtopf! Waldthausen, Ritterhude 1988., ISBN 3-926453-04-4.
- Dick + krank oder schlank + gesund. Waldthausen, Ritterhude 1992., ISBN 3-926453-68-0.
- Rohkost statt Feuerkost. Wahre Gesundheit durch natürliche Nahrung. Goldmann, München 1996., ISBN 3-442-13912-0.